# ヒラタオフィス
株式会社ヒラタオフィス（英: Hirata Office co,ltd.）は、東京都港区に本社を置く芸能事務所。

## 概要
1979年5月18日、平田崑プロモーションのモデル部門として設立された。
関連会社には新人研修部門の株式会社フラッシュアップや芸能事務所のブロッサム・エンターテイメントがある。かつては、関連会社として高橋由美子・仲根かすみらが所属していたビッグアップル（東京都渋谷区神宮前）があったが、2008年10月に吸収合併している。なお、当時ビックアップルという名称の芸能プロダクションは二社あり東京都港区赤坂にあったビッグアップル（バーニングプロダクション系列）とは異なる企業である。
2007年にキッズ部門としてヒラタビーンズを設立。
他に系列事務所として株式会社ヒラタインターナショナル、株式会社ヒラタフィルム、株式会社ヒラタオフィスミュージックデプトがある。

## 所属俳優・タレント
2025年4月時点。※公式サイト掲載順
ENTERTAINMENT
- 工藤夕貴
- 長谷川博己
- 宮崎あおい – #ヒラタインターナショナルへの移籍告示済
- 神尾佑
- 鈴木勝吾
- 石田法嗣
- 望月歩
- 柳生みゆ
- 土村芳
- 梶原ひかり
- 鈴木たまよ
- 古藤ロレナ
- 長谷部瞳
- 伊藤久美子
- 大賀埜々
- 佐藤友紀
- 辰巳蒼生
- 伊藤さやか

WOMAN
- 香取海沙
- 川村早織梨
- 佐久間雅子
- 生駒さやか
- 高橋あゆみ
- 竹谷佳織
- 南美穂
- 齊川美保
- 西村美香
- 小林恵里
- 綾野舞
- 松岡里紗
- 水田萌木
- 佐々木茜
- 林加奈子
- 阿蘇小百合
- 伊藤歌歩
- 林真帆
- 吉田紗梨
- 杉原亜実
- 長谷川桃子
- 山川小香乃
- 田中璃子
- 高瀬あい
- 花坂椎南
- 持田優奈
- 伊藤友希
- 飯塚純音
- 葛西美空
- 西本まりん
- 柴田花恋
- 井口妃菜
- 庵原涼香
- 澤田花音
- 安藤美優
- 西口莉乙加
- 田中里念
- 狩野海音
- 合田ケイト
- 竹内天音
- 土屋希乃
- 根本真陽
- 山下愛菜
- 横山芽生
- 窪寺百合愛
- 共田すず

MAN
- 高橋光宏
- 緑川恵生
- 平田貴之
- 芳賀勇一
- 井上尚
- 日和佑貴
- 重徳宏
- 松村光陽
- 米本来輝
- 西田稜海
- 佐久間悠
- 岡田翔大郎
- 遠藤健慎
- 山下真人
- 斉藤碧大
- 込江海翔
- 木村聖哉
- 佐藤結良
- 蒲田優惟人
- 中田昊成
- 高村佳偉人
- 市原匠悟
- 込江大牙
- 平野虎冴
- 米盛秋音
- 岡本夕弦

VOICE ACTOR
- 小松未可子
- 近藤玲奈
- 荒井洸貴

FASHION
- 中島侑香
- 東咲月
- Amy

NEW FACE
- 山田桃乃
- 一ノ瀬すばる
- 大森皇

## 系列

### ヒラタインターナショナル
系列事務所。本社があるビルの3Fに拠を構える。

#### 所属俳優・タレント
※2024年4月時点
ACTRESS
- 宮﨑あおい

業務提携
- 坂本美雨

### ヒラタフィルム
系列事務所。本社があるビルと同居。

### ヒラタビーンズ
2007年に設立した子役部署。

#### 所属俳優・タレント
※2022年5月時点。※公式サイト掲載順
GIRLS
- 横山芽生
- 窪寺百合愛
- 共田すず
- 松島由依
- 武田麻椰
- 桑原広佳

BOYS
- 平野虎冴
- 岡本夕弦
- 齋藤蓮大
- 佐々木逢夢
- 井浦龍馬
- 竹内一加
- 岡本士門
- 鈴木乃伊留

## 過去の主な所属俳優・タレント
- 相田寿美緒
- 秋山竣
- 安積玲奈
- 新田まゆみ
- 有川実穂
- 粟田麗
- 飯村未侑
- 五十嵐いづみ（ビッグアップル (渋谷区)→ヒラタオフィス→ホリプロ）
- 五十嵐貴子
- 池田裕子
- 伊澤柾樹
- 石井千穂
- 石塚かえで
- 泉川実穂
- 伊東理奈
- 伊藤百合香
- 井原由希
- 今井友香
- 岩﨑愛
- 岩田宙
- 池田大
- 上田灯里
- 上野真未
- 上原実矩
- 宇佐美なな
- 牛尾田恭代（旧・潮田恭代／→ジールアソシエイツ）
- 瓜生美咲
- 江奈さやか
- 遠藤康子（自殺。アイドルデビューの際に男性との交際を否定されて自殺と報じられた。母とヒラタオフィス関係者は自殺との関連性を否定）
- 太田万砂子(旧・武田有里子→現・万砂子)
- 岡部まり
- 岡本夏生
- 小川紗良
- 小川未祐
- 大桑真弓（現・大桑マイミ）
- 大谷英子
- 大畠紗梨那
- 岡田桃子
- 小川紘司
- 尾高杏奈
- 小見川千明
- 柿崎裕美
- 賀来千香子
- 加藤瞳
- 金子さやか
- 可名（現：太田衣美／→ダブルアップエンタテインメント）
- 加部亜門
- 菊池和澄
- 橋本愛（川崎愛）
- 河村かすみ
- 神田咲実
- 桔花
- 桐山漣
- 小西悠加
- 小西貴大
- 小林あずさ
- 小林こずえ
- 小林涼子
- 小森早也香
- 佐藤優津季
- 坂本祐祈
- 柴小聖
- 柴崎佳佑
- 白石晴香
- 進藤早織
- 新堀友佳子
- 鈴木彩野
- 鈴木麻由
- 鈴木理恵
- 鈴木米香
- 須山和香
- 関さくら
- 芹澤みづき（→フライディ (モデル事務所)）
- 相馬圭祐
- 高井龍聖
- 高橋由美子（ビッグアップル→ヒラタオフィス→東宝芸能）
- 高橋真唯（現・岩井堂聖子）
- 竹下玲奈（→ドレスコード (芸能事務所)）
- 竹内樺奈美
- 竹内海羽
- 竹中涼乃
- 岳美
- 田島賢太
- 田島亮
- 立石晴香
- 田中有紀
- 谷内里早
- 谷藤力紀
- 多部未華子
- 田村愛
- 富田愛
- 永岡卓也
- 中野みゆき
- 中山恵美
- 中山さら
- 中山龍也
- 永田優希（東吾優希）
- 永冶美優紀
- 錦田久宗
- 西尾祐里
- 野上智加
- 野崎萌香
- 畑知子（葉多朋子）
- 長谷川侑紀
- 原寿美枝
- 日置かや
- 聖みほ子（劇団四季→ケンユウオフィス→ぷろだくしょん★A組）
- 日向寺雅人
- 玄理
- 平沢いずみ
- 浩野はるい
- 福田雄也
- 福成就三
- 藤井祥子
- 布施勇弥
- 堀有里
- 前内孝文
- 前田聖来
- 柾木玲弥
- 松岡日菜
- 松岡茉優[2]
- 松田一沙（→スリー・アローズ・エンターテイメント）
- 松崎裕
- 真家瑠美子
- 三上亜希子
- 宮崎翔太
- 宮崎彩子
- 宮﨑将
- 村田友里
- 御影宇那
- 森あさみ
- 森カンナ（現：森矢カンナ／→ソニー・ミュージックアーティスツ）
- 守屋亨香（IAMエージェンシー）
- 森脇絵里子
- 安田南
- 八木瑛美莉
- 柳里沙
- 山下翔平
- 山田愛子
- 山元和哉
- 山本奈美
- 夢咲ねね
- 吉沢瞳（吉沢仁美）
- レイチェル
- 渡部みずき
- 渡辺まほろ
- 藤間あゆ美
- 比嘉奈菜子
- 加藤晃大
- 松山莉奈

## グループ企業
- ビッグアップル（1985年6月設立。2008年9月30日営業停止。翌10月1日、ヒラタオフィスに吸収合併で消滅）
- フラッシュアップ（1988年11月5日設立。新人タレント研修部門）
- ブロッサム・エンターテイメント（主にモデル、俳優のマネージメント、プロモート、育成などの事業を行う）
- ヒラタオフィス ミュージックデプト（アーティストマネージメント・音楽プロダクション）